# Tadeusz Brzeski
Tadeusz Brzeski (ur. 6 września 1884 w Dębicy, zm. 27 marca 1958 w Londynie) – polski ekonomista, profesor i rektor Uniwersytetu Warszawskiego.

## Życiorys
Był synem Bronisława i Józefy z Nikorowiczów. Ukończył szkołę średnią w Tarnowie (1902), następnie studiował prawo na Uniwersytecie Jagiellońskim i Lwowskim (do 1906) oraz ekonomię na uniwersytetach w Berlinie i Monachium (do 1909). Obronił doktorat praw na UJ (1907). 
W latach 1909–1916 pracował w Departamencie Rolniczym Wydziału Krajowego we Lwowie; po przedstawieniu pracy O granicach ekonomii społecznej został w roku 1916 docentem w Katedrze Ekonomii Politycznej Uniwersytetu Lwowskiego. W 1919 roku przeniósł się na Uniwersytet Poznański. Był tam profesorem nadzwyczajnym, kierował Katedrą Ekonomii Społecznej, zorganizował Sekcję Ekonomiczno-Polityczną na Wydziale Prawnym. Od 1922 roku był profesorem Uniwersytetu Warszawskiego, gdzie kierował II Katedrą Ekonomii. W roku akademickim 1928/1929 pełnił funkcję dziekana Wydziału Prawa, w latach 1930/1931 i 1933/1934 prorektora, a w 1929/1930 rektora. Sprawował opiekę nad kilkoma organizacjami studenckimi.
W roku 1928 został członkiem czynnym, rok później członkiem zwyczajnym Towarzystwa Naukowego Warszawskiego; był wiceprezesem towarzystwa w latach 1931–1937. W roku 1932 został także członkiem korespondentem PAU, należał ponadto do Poznańskiego Towarzystwa Przyjaciół Nauk (od 1920), na emigracji w Londynie w latach 1950–1958 pierwszy prezes Polskiego Towarzystwa Naukowego na Obczyźnie.
Po wybuchu II wojny światowej wyjechał do Lwowa, a potem został deportowany do Kazachstanu. Stamtąd przedostał się wraz z armią Andersa do Londynu, gdzie pozostał już do końca życia. Pracował w Katedrze Ekonomii Uniwersytetu w Oksfordzie, był dziekanem Polskiego Wydziału Prawa (1944–1947). Kierował Katedrą Ekonomii i pełnił funkcję rektora Polskiego Uniwersytetu na Obczyźnie (od 1951). Był także przewodniczącym Komisji Rewizyjnej Skarbu Narodowego. 21 grudnia 1953 został powołany przez prezydenta RP na uchodźstwie do składu Głównej Komisji Rozjemczej.

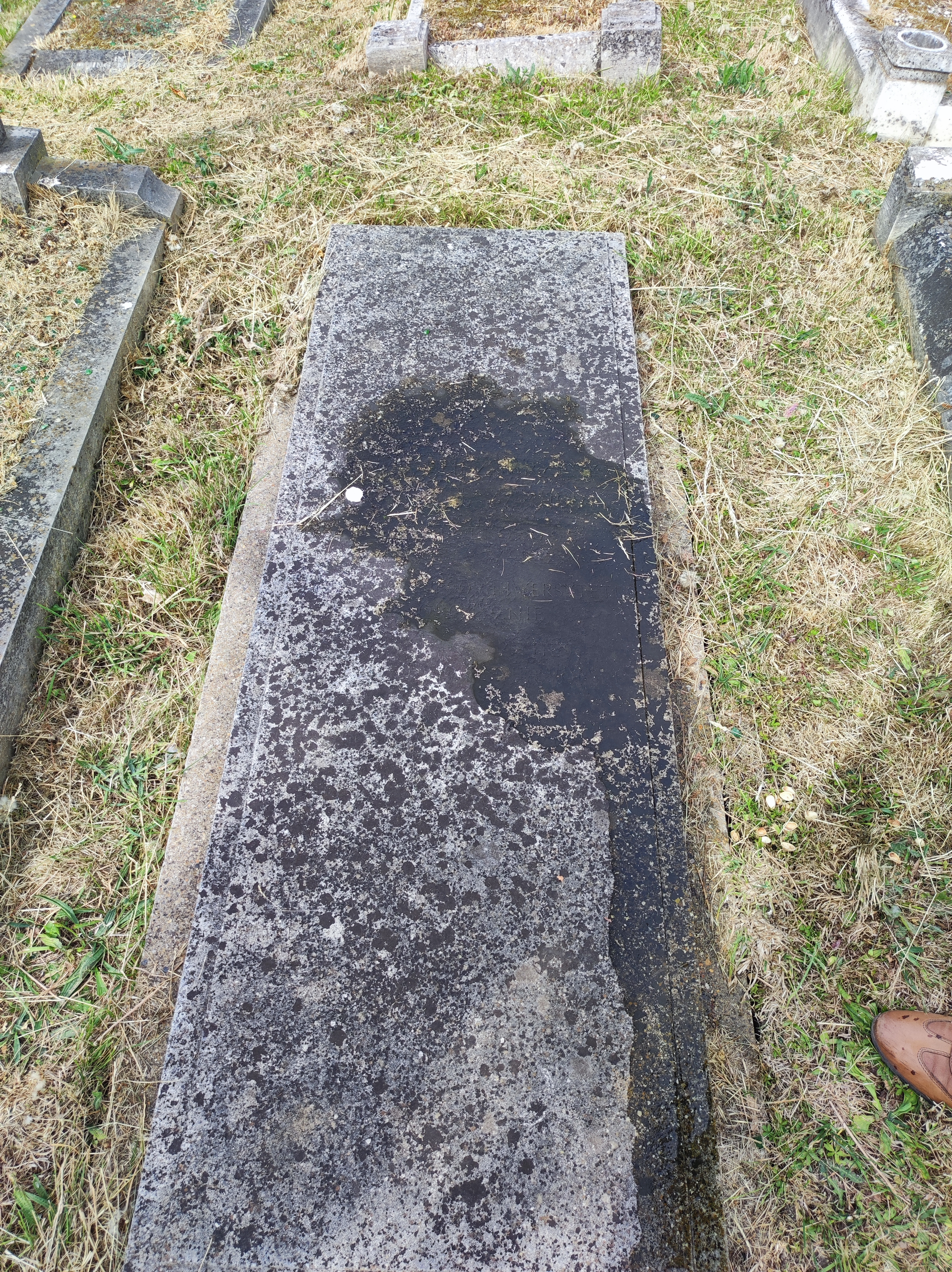
Grób Tadeusza Brzeskiego

Zmarł 27 marca 1958 roku. Został pochowany na Londyn Acton Cemetery (Q G37).

## Ordery i odznaczenia
- Wielka Wstęga Orderu Odrodzenia Polski (2 maja 1956)[5]
- Krzyż Komandorski Orderu Odrodzenia Polski (11 listopada 1937)[6]

## Dorobek naukowy
Zajmował się teorią ekonomii, planowaniem gospodarczym i finansami. Ogłosił m.in.:
- Parcelacja własności tabularnej w Galicji (1912)
- Przyrodnicza i historyczna metoda w ekonomii (1916)
- Psychologiczna teoria gospodarcza w zarysie (1921)
- Ustrój pieniężny. Teoria (1927)
- Początki pieniądza (1928)
- Polityka komunikacyjna i handlowa (1931)
- Ustrój pieniężny. Polityka (1932)
- Ekonomia. Teoria gospodarowania (1938)